# Elaphoglossum dimorphum
Elaphoglossum dimorphum là một loài dương xỉ trong họ Dryopteridaceae. Loài này được Moore mô tả khoa học đầu tiên..
Danh pháp khoa học của loài này chưa được làm sáng tỏ. 